# Edgar Krahn
Edgar Krahn (Sootage, 1 de outubro de 1894 — Rockville (Maryland), 6 de março de 1961) foi um matemático estoniano.

## Vida
Krahn nasceu em Sootage, distrito de Laiuse, Estônia, pertencente à minoria germano-báltica. Estudou na Universidade de Tartu e na Universidade de Göttingen, com graduação em 1918 pela Universidade de Tartu, com doutorado em 1926 pela Universidade de Göttingen, orientado por Richard Courant, habilitado em Tartu em 1928. Ele é co-autor da desigualdade Rayleigh-Faber-Krahn.
Krahn trabalhou na Estônia, Alemanha, Reino Unido e Estados Unidos nas seguintes áreas de matemática pura e aplicada:
- Geometria diferencial
- Equações diferenciais
- Bausparmathematik, que está remotamente relacionado à matemática de seguros
- Teoria da probabilidade
- Dinâmica de Gás
- Teoria da elasticidade